# Fausse adresse

Fausse adresse, aussi Trois sur la balançoire (en italien : Tre sull'altalena) est une pièce de théâtre en deux actes écrite en 1990 par la dramaturge italien Luigi Lunari.
La première de cette comédie dramatique s'est déroulée au Teatro dell'Accademia dei Filodrammatici (it) à Milan en juillet 1990. La pièce a été traduite en vingt-six langues et est la plus connue de l'auteur. 

## Personnages
Les personnages de la pièce sont au nombre de quatre et peuvent être soit quatre hommes soit trois hommes et une femme : 
- le Commandatore
- le Capitaine
- le Professeur
- l'homme (ou la femme) de ménage